# Bjuv (commune)
La commune de Bjuv est une commune suédoise du comté de Skåne. 14 894 personnes y vivent. Son chef-lieu se trouve à Bjuv.

## Localités
- Billesholm
- Bjuv
- Ekeby
- Gunnarstorp
- Norra Vram
- Södra Vram

## Paroisses
- Bjuv
- Ekeby
- Norra Vram
- Risekatlösa

## Économie
- siège du groupe Findus[1]